# Авидзба, Шазина Витальевна
Шазина Витальевна Авидзба (род. 1975 Сухум, Абхазская ССР) — член Правительства Республики Абхазия; с 28 октября 2011 года — Председатель Государственного комитета Республики Абхазия по делам молодежи и спорта.

## Биография
Родилась в 1975 году в Сухуме, в Абхазии.
В 1992 году окончила среднюю школу № 5 в г. Сухуме.
Закончила Абхазский государственный университет по специальности «Педагогика и методика начального образования».
С 1998 года работала в качестве ведущего специалиста Администрации г. Сухум.
С 2002 года в должности главного специалиста Комитета по вопросам молодежи и спорту Администрации Сухума.
С 2009 года работала председателем Комитета по вопросам молодежи и спорту Администрации г. Сухум.
28 октября 2011 года указом президента Абхазии назначена Председателем государственного комитета по делам молодежи и спорта.

## Семья
Замужем. Имеет сына и дочь.